# Зубці (комп'ютерна графіка)

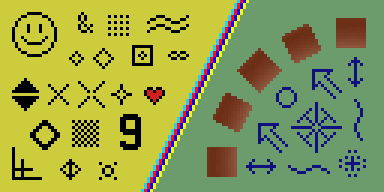
Це зображення було збільшено з допомогою інтерполяції методом найближчого сусіда, таким чином зубці на краях символів стали більш помітними.

«Зубці» (англ. «Jaggies») — це неформальна назва артефактів в растрових зображеннях, які найчастіше утворюються від аліасингу, який, своєю чергою, часто викликаний нелінійними ефектами змішування, що створюють високочастотні компоненти, або відсутністю фільтра згладжування перед дискретизацією.
Зубці — це лінії, які виглядають як сходинки та з'являються там, де повинні бути гладкі прямі, або криві. Наприклад, коли номінально не згладжена пряма проходить один піксель по вертикалі, чи горизонталі, відбувається різке викривлення прямої у тому місці, де вона перетинає порогове значення від одного пікселя до іншого.
Зубці не слід плутати з більшістю артефактів стиснення, які мають іншу природу походження.

## Причини виникнення
Зубці виникають внаслідок «ефекту сходів». Це пов'язано з тим, що пряма, представлена в растровому режимі, апроксимується послідовністю пікселів. Зубці мають різну природу походження, найбільш поширеною з яких є проблема, коли у пристрої виведення (моніторі або принтері) недостатньо роздільної здатності для відображення гладкої лінії. Крім того, нерівності часто виникають, коли перетворене бітове зображення конвертується в зображення іншого розміру. Це одна з переваг векторної графіки над растровою графікою — результат виглядає однаково незалежно від роздільної здатності пристрою виведення.

## Шляхи вирішення
Ефект зубців може бути дещо згладжений графічною технікою, відомою як екранне згладжування. Ця технологія згладжує зубчасті лінії, оточуючи артефакти прозорими пікселями, щоб імітувати появу частково заповнених пікселів. Недоліком згладжування є те, що воно зменшує контрастність, замість різких чорно-білих переходів, з'являються відтінки сірого, і зображення виходить нечітке. Це неминучий компроміс: якщо роздільної здатності недостатньо для відображення бажаних деталей, то результат буде або нерівним, або нечітким, або їх комбінацією.
Крім цього, зубці нерідко виникають, коли бітове зображення конвертується в зображення іншої роздільної здатності. Зубці можуть виникати з різних причин, найпоширенішими з яких є те, що вихідний пристрій (монітор, або принтер) не має достатньої роздільної здатності, щоб зобразити плавну лінію.
У комп'ютерній графіці реального часу, особливо в іграх, згладжування використовується для видалення зубців, створених краями багатокутників та інших нерівностей в цілому. Деякі ігрові консолі, такі як Xbox 360 та PlayStation 3, мають політику публікації, яка передбачає використання згладжування в деяких іграх, випущених для них. Комп'ютерна графіка в нових відеоіграх не згладжується на ігрових консолях, тому що їх апаратне забезпечення не може працювати у плавному режимі (30 кадрів в секунду), якщо паралельно працює згладжування. На ігрових консолях восьмого покоління, таких як PlayStation 4 і Xbox One, було суттєво покращено згладжування та піднято частоту кадрів. Поява зубців в растрових зображеннях, наприклад спрайтах та поверхневих матеріалах, найчастіше вирішуються за допомогою окремих процедур фільтрації текстур, які набагато простіші у виконанні, ніж процеси фільтрації згладжування в цілому. Фільтрування текстур стало повсюдним на ПК після впровадження графічного процесора 3Dfx Voodoo GPU.

## Відомі випадки використання терміна
У 8-бітній грі Atari Rescue on Fractalus, опублікованій Lucasfilm Games в 1985 році, графіка, яка зображує кабіну космічного корабля гравця, містить дві віконних стійки, які не згладжуються і тому мають зубчасту текстуру. Розробники обіграли це і назвали ворогів в грі «Jaggi», а також хотіли назвали гру «Behind Jaggi Lines!» Ідея з назвою гри була скасована відділом маркетингу ще до релізу.